# Lampedusa
Lampedusa (en italiano: isola di Lampedusa; en siciliano: isula di Lampidusa) es una isla italiana del mar Mediterráneo, la mayor de las integrantes del archipiélago de las Pelagias.

## Historia

### Edad Antigua
Lampedusa era una lugar de desembarco y una base marítima para los antiguos fenicios, griegos, romanos y bereberes. Los romanos establecieron una planta de producción de la preciada salsa de pescado conocida como garo.

### Edad Media
En 812 (o 813), la isla fue saqueada por Sarracenos por órdenes de los Aglabíes durante las guerras árabo-bizantinas.
Para finales del periodo medieval, la isla se había convertido en una dependencia del Reino de Sicilia.

### Edad Moderna
En 1553, piratas berberiscos provenientes del norte de África bajo órdenes del Imperio Otomano invadieron Lampedusa y se llevaron 1000 cautivos como esclavos. Como resultado de los ataques piratas, la isla se deshabitó. En 1565, García de Toledo hizo una breve parada en Lampedusa mientras viajaba con tropas para romper el Gran Sitio de Malta. Durante los siglos siguientes, la flota de la Marina de la Orden de los Caballeros Hospitalarios, que tenía su base en Malta, utilizaba ocasionalmente el puerto de Lampedusa para resguardarse del mal clima o de los corsarios.
En 1667, la isla se le dio a Fernando Tomasi de Palermo, quien obtuvo el título de Príncipe de Lampedusa del rey Carlos II de España. Tomasi fue ancestro del escritor Giuseppe Tomasi di Lampedusa. Un siglo después de haber adquirido la isla, la familia Tomasi inició un programa de reasentamiento.
A finales del Siglo XVIII, la Orden de los Caballeros Hospitalarios mantenían una pequeña aldea en Lampedusa que incluía una capilla dedicada a la Virgen María. La habitaban un sacerdote y seis malteses, quienes con frecuencia comerciaban con piratas. Una estructura conocida como marabuto, probablemente un mausoléo conmemorando a un miembro de los Morabitos, también existía en la isla en esta época y era visitada por muchos devotos musulmanes.

### Edad Contemporánea
El 25 de junio de 1800, el príncipe Giulio María Tomasi le arrendó Lampedusa en enfiteusis perpetua al mercader maltés Salvatore Gatt, con la condición de que éste construiría dos torres de vigilancia en Cala della Galere y Cala della Madonna. Gatt se asentó en la isla con algunos trabajadores malteses e importó ganado y empezó a cultivar la tierra. El viejo castillo fue reconstruido y se construyó también un molino de viento. Gatt enarbolaba la bandera británica por protección. El 27 de junio de 1804, el príncipe le concedió la isla a Giuseppe Bugeja, otro maltés, si bien Gatt permaneció en control de la isla.
Durante ese tiempo, los británicos consideraban conquistar Lampedusa, posiblemente como alternativa de Malta, que acababa de convertirse en un protectorado británico. En 1803, la Marina Real desechó la idea pues el pequeño puerto de la isla no era comparable con el Gran Puerto de Malta, más grande y bien fortificado. Sin embargo, los reportes indicaban que la isla podía ser útil para enviar suministros a Malta, especialmente con la amenaza de que Sicilia cayera en manos de los franceses.
En 1810, Gatt le arrendó la isla a Alexander Fernández del Comisariato Militar en el Mediterráneo, quien estableció una granja con ganado y ovejas y contrató 28 trabajadores para convertir la superficie de la isla en pastos. Un pequeño destacamento de 26 hombres del 140 regimiento fue enviado a la isla en 1811 para apoyar a Fernández, quien planeaba construir un fuerte en la isla. Para 1813, la isla tenía una población de casi 200 trabajadores malteses.
Una Comisión Real señaló en un reporte de 1812 que habría dificultades considerables en convertir la isla (junto con las de Linosa y Pantelaria) en una base de provisiones para Malta. La Comisión encontró que la situación de Fernández era muy extraña, y la Hacienda le exigió explicar su conducta. En noviembre de 1813, el sloop HMS Partridge se infectó de fiebre amarilla y fue enviado a Lampedusa a pasar la convalecencia. Esto hizo que la mayoría de la población huyera de vuelta a Malta, dejando apenas 50 o 60 personas en la isla. El Gobernador de Malta, Sir Thomas Maitland, visitó Lampedusa y encontró que Fernández estaba a cargo de una empresa de negocios, y el 15 de septiembre de 1814 anunció el retiro de las tropas británicas estacionadas en la isla. En la misma nota se decía también que "no es la intención del Gobierno [británico]  mantener ningún interés o conexión en el futuro con [Lampedusa]". Luego, corsarios griegos depositaron provisiones y tomaron refugio en Lampedusa mientras eran perseguidos por barcos tunecinos.
Fernández se había ido a Gibraltar en 1813, pero seguía afirmando tener el título de Lampedusa. El gobierno británico se rehusó a compensarle en 1818 y las cortes sicilianas le quitaron el título al poco tiempo. La familia de Gatt volvió a tomar posesión de la isla, pero lo que acaeció en los siguientes años no es claro. Se cree que Salvatore Gatt murió o desapareció en algún momento entre 1813 y 1821, y la isla la tomó Fortunato Frendo, quien había asesinado a Giacoma Gatt, la esposa de Salvatore. Una expedición oficial fue enviada a la isla desde Nápoles en 1828 y se encontró que la isla estaba habitada por los miembros de las familias Frendo, Gatt, y Molinos junto con algunos pocos trabajadores.
Un barco de guerra napolitano visitó la isla en 1841 para mostrar su fuerza, pero nada cambió hasta el 11 de septiembre de 1843, cuando dos barcos de guerra llegaron y desembarcaron con 400 soldados en la isla. sustituyeron las banderas británicas de la isla por banderas napolitanas. Un decreto real fue leído proclamando la isla como parte del Reino de las Dos Sicilias. Algunos pocos colonos malteses se quedaron en la isla, mientras que los demás regresaron a Malta o se fueron a Túnez.
En los años 1840, la familia Tomasi vendió la isla formalmente al Reino de Nápoles. En 1861, la isla se volvió parte del Reino de Italia, pero el nuevo gobierno italiano limitó sus actividades allí a construir una colonia penal.
Durante la Segunda Guerra Mundial la isla fue rápidamente invadida por fuerzas británicas durante la Operación Corkscrew.
La primera conexión telefónica con Sicila se instaló apenas en los años sesenta. En la misma década se construyó una estación eléctrica.
En 1972, parte del costado occidental de la isla fue convertido en una estación transmisora LORAN-C de la Guardia Costera de los Estados Unidos. En 1979, la Teniente Kay Hartzell tomó comando de la base de la Guardia Costera, convirtiéndose así en la primera oficial al mando de una estación aislada de servicio.
En los años ochenta, y especialmente en los años de 1985–1986, se vio un aumento en las tensiones y el área alrededor de la isla fue escenario de múltiples ataques. El 15 de abril de 1986, Libia disparó dos o tres misiles Scud contra la estación de navegación de los Guardacostas de Estados Unidos en la isla italiana en venganza por el bombardeo estadounidense de Trípoli y Bengasi y la alegada muerte de la hija adoptiva del Coronel Gadafi. Sin embargo, los misiles pasaron sobre la isla y cayeron al mar sin causar daño. El 4 de enero de 1989, aeronaves de la Armada de los Estados Unidos desde el USS John F. Kennedy derribaron dos aviones libios aproximadamente a 200 kilómetros de la isla.
La base de la OTAN fue clausurada en 1994 y se transfirió al control militar italiano.
El cantante Mango filmó en Lampedusa el videoclip de la canción «Mediterráneo», del álbum Come l'acqua (1992). La película Respiro (2002) filmada por el director italiano Emanuele Crialese fue rodada en Lampedusa.
Recientemente, Lampedusa ha tenido un impacto en las noticias internacionales como uno de los principales puntos de entrada para los inmigrantes indocumentados que buscan ingresar al espacio Schengen de la Unión Europea desde África, el Medio Oriente y Asia, con gran cantidad de naufragios. Acuerdos recientes entre las autoridades libias e italianas contemplan la deportación de muchos inmigrantes indocumentados desde Lampedusa a Libia.

#### Inmigración norteafricana

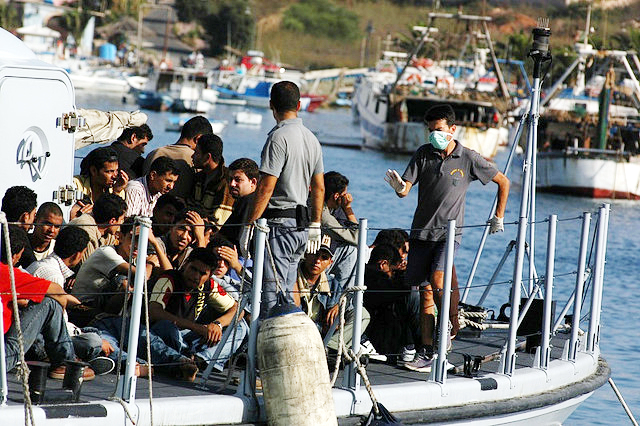
Inmigrantes llegando a Lampedusa en 2007.

Desde comienzos de la década del 2000, Lampedusa, el territorio europeo más cercano a Libia, se ha convertido en un punto central de tránsito irregular de migrantes desde África, el Medio Oriente y Asia que quieren entrar a Europa. Numerosos inmigrantes pagan a traficantes ilegales de personas en Libia para que les ayuden a llegar en bote a Lampedusa. A su llegada, la mayoría son transferidos a centros de recepción en Italia continental.
En 2009, las condiciones de hacinamiento en el centro temporal de recepción de migrantes fue objeto de críticas por parte del Alto Comisionado de las Naciones Unidas para los Refugiados (ACNUR). Se reportó que la unidad, que fue construida originalmente para una capacidad máxima de 850 personas, alojaba a cerca de 2000 personas llegadas en bote. Un número significativo dormía a la intemperie bajo cubiertas de plástico. Un incendio que empezó durante un motín de internos destruyó gran parte de la instalación el 19 de febrero de 2009.
En 2011, miles de inmigrantes llegaron a Lampedusa durante la Primavera Árabe (2010-2012). La mayoría eran hombre jóvenes de entre 20 y 40 años. La situación ha causado división dentro de la Unión Europea.
En julio de 2013, el papa Francisco visitó la isla en su primera visita oficial fuera de Roma. Oró por los migrantes, vivos y muertos, y denunció a sus traficantes. En octubre de 2013, ocurrió la tragedia de Lampedusaː un barco con más de 500 migrantes, principalmente de Eritrea y Somalia, se hundió en la costa de Lampedusa causando la muerte de al menos 300 personas.
El documental italiano Fire at Sea documentó parte de esta crisis de inmigrantes y se filmó enteramente en la isla en 2014 y 2015. El documental fue nominado a los Premios Óscar de 2017 y ganó en el Festival de Cine de Berlín.

## Geografía

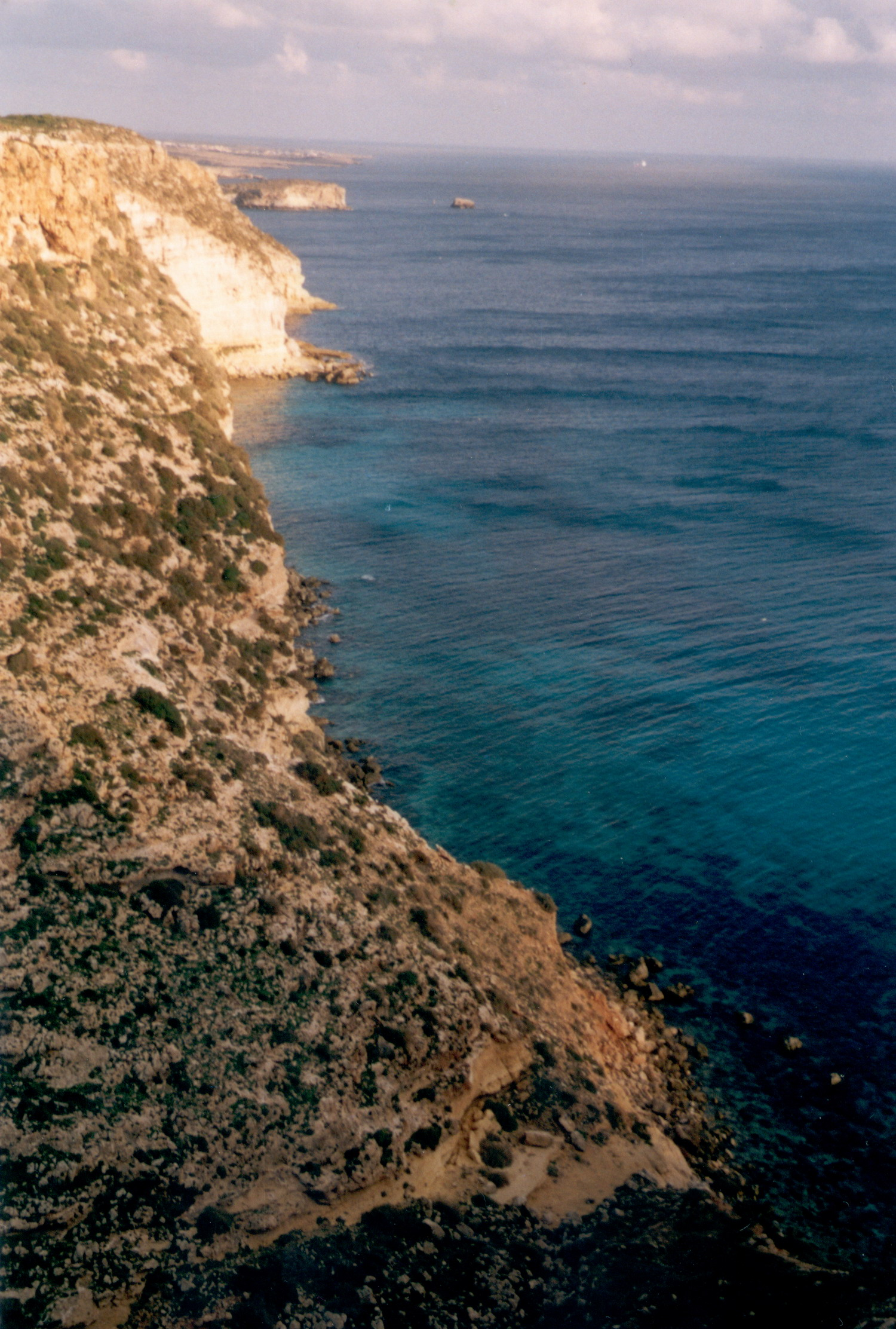
Costa sur de Lampedusa

Política y administrativamente pertenece a Italia, siendo parte del territorio africano de ese país puesto que el lecho marino entre la isla y África no excede los 120 metros de profundidad. Se encuentra a 205 km de Sicilia y a 113 km de Túnez, siendo el territorio italiano ubicado más al sur. Sus 20 km² son áridos y carentes de agua, salvo las irregulares lluvias, en tanto que su población subsiste gracias a la pesca, la agricultura y el turismo.
El municipio de Lampedusa incluye también las pequeñas islas de Linosa y Lampione; solo la primera está habitada, mientras que la segunda alberga únicamente un faro. El nombre oficial del municipio es «Lampedusa e Linosa».

## Transporte
La isla de Lampedusa está comunicada con Sicilia por un servicio de ferris con el puerto de Porto Empedocle, cerca de Agrigento.
Aeropuerto de Lampedusa